# 音楽ゲーム

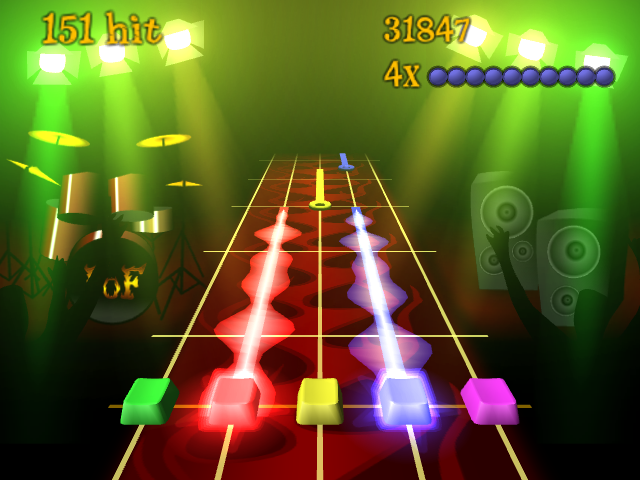
音楽に合わせた目印を目安に操作する『Frets on Fire』（『GuitarFreaks』や『Guitar Hero』のクローンゲーム）

音楽ゲーム（おんがくゲーム、英: music video gameあるいは単にmusic game）とは、コンピュータゲームのジャンルのひとつで、プレーヤーが楽曲や一種の楽譜と相互作用するゲームのこと。音ゲー（おとゲー）とも呼ばれる。

## 概要
音楽ゲームは、音楽に合わせてプレイヤーが何らかのアクションをとる（例えば画面で指示されたボタンを押す、ステップを踏む、楽器を模したコントローラを操作する、など）ことで進行する。一般に、プレイヤーの行ったアクションが音楽と一致していれば得点が上がっていき、逆に一致していなければ得点が得られなかったり減点されてゆく。プレイヤーの操作が曲の進行と大きく外れた場合、曲の途中で強制的に演奏が中断しゲームオーバーとなるものもある。また、一定のペースでノルマが課せられ、そのノルマを達成できない場合にもゲームオーバーとなる。
ソニー・コンピュータエンタテインメント（現：ソニー・インタラクティブエンタテインメント）の『パラッパラッパー』、コナミ（現：コナミアミューズメント）のBEMANIシリーズ『beatmania』の大ヒット以降、さまざまなゲームが発売された。アーケードプラットフォームにおける音楽ゲームシーンは、プレーヤーに高度な技術を求める方向で変化していったが、そのような中で逆方向の発想で、操作を大幅に単純化し初心者でも楽しめることを目指したナムコ（現：バンダイナムコアミューズメント）の『太鼓の達人』が大ヒットタイトルとなり、さまざまなゲーム機に移植された。セガ（現：セガ・インタラクティブ）の子供向けカードゲーム『オシャレ魔女♥ラブandベリー』や、カプコンとタカラトミー共同開発の『ワンタメ ミュージックチャンネル』などもこれに分類される。
また、任天堂の『大合奏!バンドブラザーズ』の様に作曲機能で作成した楽曲をボタンで演奏するという形式のゲームも登場している。
なお英語では、音楽ゲームのうち、特にリズムに焦点を当てたもの（複雑な音高やメロディーをプレーヤーが追わなくてよいもの）を「リズム・ゲーム」と下位分類している。

## 歴史

### 8bit〜16bit機時代

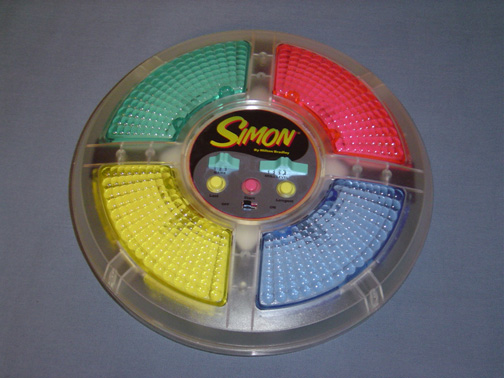
電子ゲーム『サイモン』

コンピュータを使い「音楽の演奏」をゲームとして捉え商品化したものとして、1978年発売の『サイモン』がある。しかし、サイモンは「音の記憶」ゲームであり、発音数も4音のみ、リズムは再現不要というルールであった。ただし、音楽を構成する三要素は「リズム、メロディ、ハーモニー」であり、音素だけの記憶ゲームを「音楽ゲーム」と呼べるのかは議論の余地がある。
その後、「音楽」は試行錯誤を重ねつつビデオゲームに取り入られてきた。ファミリーコンピュータ用ソフトでは『たけしの挑戦状』（1986年）における「カラオケ」、アドリブ型の『いきなりミュージシャン』（1987年）、専用キーボード型入力デバイスを付属した『ドレミッコ』（1987年）、シューティング音楽ゲームの元祖『オトッキー』（1987年）、任天堂の『ドンキーコングの音楽遊び』『サウンドファンタジー』（ともに未発売）などがある。しかし、当時の技術では出力音源やメディア容量の乏しさによる曲数や音楽ジャンルの表現力に限界がみられ、ヒット作はあらわれなかった。

### 32bit機における「音ゲー」誕生
音楽ゲームのヒット作品は、CD-ROMが標準搭載されたソニー・コンピュータエンタテインメント（SCE、現：ソニー・インタラクティブエンタテインメント）のPlayStationの発売を待つこととなる。1996年にSCE発売の『パラッパラッパー』は、音楽に合わせてキー入力をするビデオゲームとしては、今日に続く音楽ゲームのルーツと言える作品であり、爆発的な大ブームを起こした。これ以降発表された音楽ゲームはすべてこのシステムをなぞらえ、特に「音ゲー」と呼ぶ場合しばしばこの「音楽再現系」システムが連想される。
しかしながら『パラッパラッパー』はアート性が高く、3年後に続編にあたる『ウンジャマ・ラミー』が発売されるものの、それほど振るった販売実績は残していない。

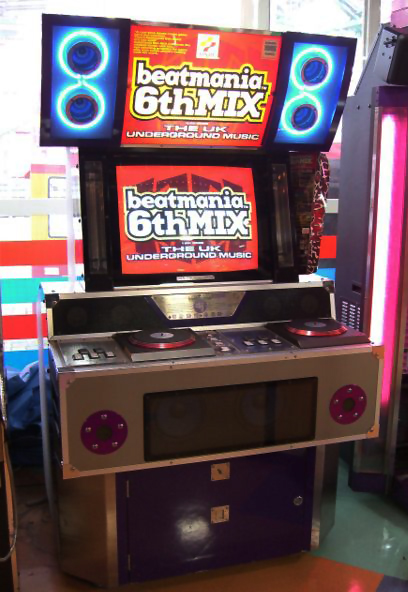
『beatmania 6th MIX』（2001年）筐体

音楽ゲームは、1997年業務用に発売された『beatmania』を皮切りに続々とバリエーションを増やし続けたコナミ（現：コナミアミューズメント）のBEMANIシリーズによって認知度を高めた。家庭用ゲーム機でもPlayStation版『beatmania』（1998年）の発売以降、追加楽曲、バージョンアップ版を次々と発売し続けた。また、『pop'n music』、『ダンスダンスレボリューション』、『drummania』、『GUITARFREAKS』、『KEYBOARDMANIA』と、ゲームセンターを中心に使用楽器を変えたバリエーション作品を稼働させた。
その結果、1990年代末期においては音楽ゲームはマニアック化、高難易度化が著しく進んだ対戦格闘ゲームに代わってゲームセンターの主力となった。その一方で、音楽ゲームにおいても対戦格闘ゲームやシューティングゲームの例に漏れずシステムの複雑化に拍車がかかり、特に『beatmania IIDX』シリーズは名前の通りマニアックな要素、および高難易度化が進んだ。
この当時、さまざまな音楽ゲームが発売されたが『サイモン』の「記憶」要素を発展させ、音楽ゲームと融合させることで、進化させたものとしてセガの『スペースチャンネル5』（1999年）が挙げられる。「リズム」に「メロディの記憶」が合体され、より「音楽の演奏」に近づいたと言える。

### パソコンによる音楽ゲーム
1998年に、ビートマニアの流行に伴いパソコンで利用できるビートマニアの非公認シミュレーター『BM98』が登場した。『BM98』及びこのソフトに用いられているファイルフォーマットである「BMS」の普及に伴い、オリジナル曲を作曲する者が多数登場した。中でも有名になった作曲家は、例えば2009年に稼働した『pop'n music 17』などの一般のゲームに楽曲の提供を行うようになっている。また、『ダンスダンスレボリューション』のシミュレーターとして開発された『StepMania』のエンジンが、アーケードゲームの『In the Groove』や『Pump It Up Pro』にも利用されるようになった。
2004年以降、『DJMAX Online』や『O2Jam』、『EZ2ON』などのインターネットの高速回線を利用したオンライン対戦ができるゲームが登場した。

### 大衆に広がった音楽ゲーム

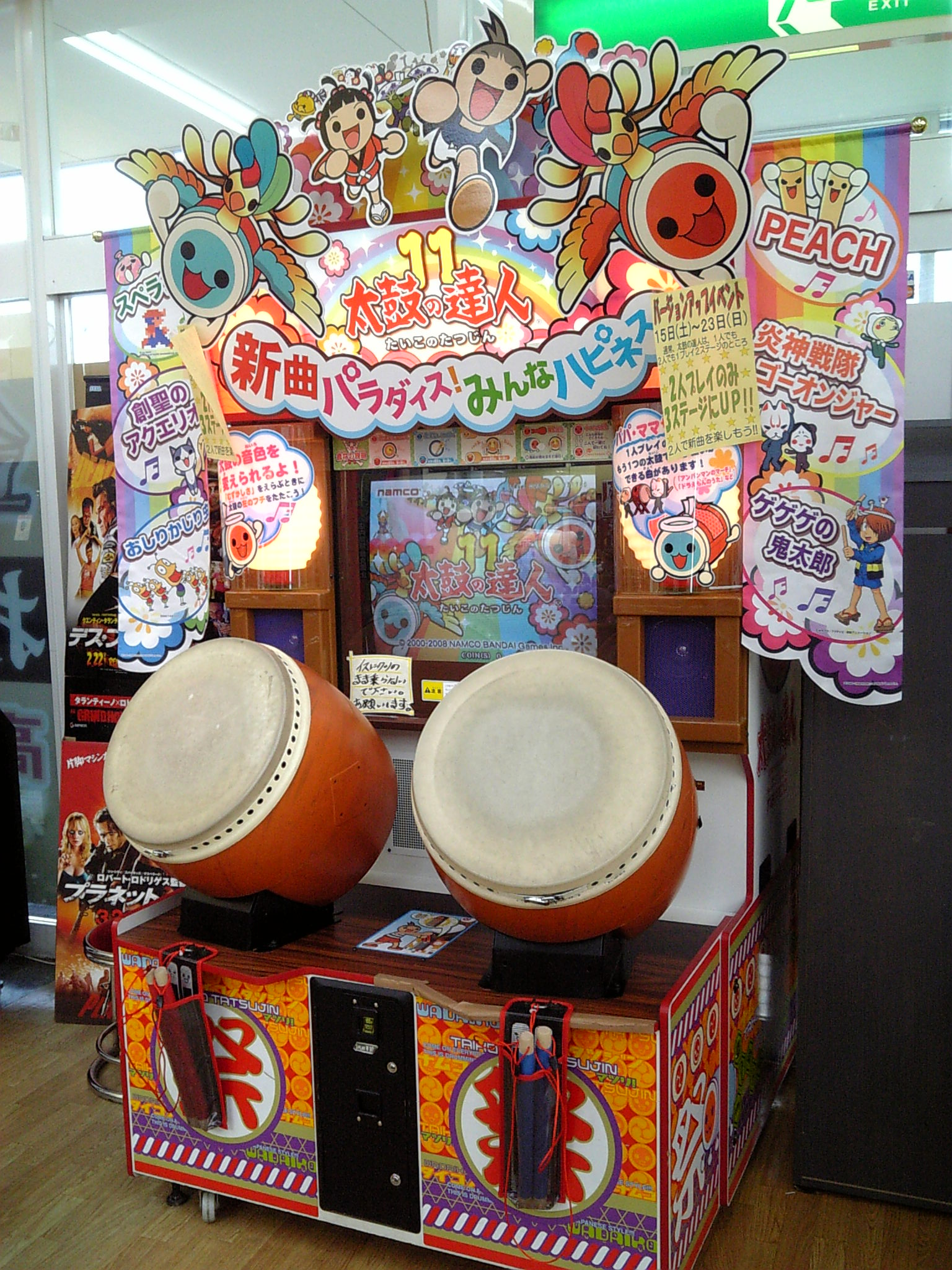
『太鼓の達人10』（2007年）

音ゲーが複雑化・高度化する中、2001年に登場したナムコ（現：バンダイナムコアミューズメント）の『太鼓の達人』は、「和太鼓」を模した入力デバイスを採用することで「太鼓を叩く」と「縁を叩く」のみに操作を単純化し、親しみやすいキャラクターなどと相まってファミリー層に受け、多くの続編が開発された。
家庭用ゲームにおいては、『ブラボーミュージック』（2001年）、『押忍!闘え!応援団』（2005年）、『リズム天国』（2006年）など、独自の世界観や操作性を加えたタイトルが様々なメーカーから発売された。『リズム天国』の続編である『リズム天国ゴールド』（2008年）は、音楽ゲームにおける販売記録を塗りかえるなど、ジャンルとしての確立性を根強いものとしている。
音楽再現系ゲームをシステムとして捉えた時、ヒット作は複雑な入力のBEMANIシリーズから、2入力の『太鼓の達人』そして、Aボタンのみで入力する『リズム天国』へと、より単純化の流れを示している。これは、音楽再現系ゲームの本質に近づいたとも言える。それを補うように、キャラクターやアニメーション、ストーリーなどの装飾要素のバリエーションが膨らんでいった。
アイドルを題材にしたキャラクター物の音楽ゲームも登場し、女子小学生向けのトレーディングカードアーケードゲームとしても広まった。この分野の開拓者となったのが『オシャレ魔女♥ラブandベリー』（2004年）で、その後2010年代になり『プリティーリズム』（2010年）を始祖とする『プリティーシリーズ』、『アイカツ!』（2012年）を始祖とする『アイカツ！シリーズ』など、いずれの作品も衣服が描かれたカードをスキャンしてコーディネートしてから音楽ゲームに挑む構成になっている。女子小学生のみならずその親世代も含めた大人のファンも獲得している。
2000年代後半以降はタッチパネルの普及により、業務用機種の潮流として、従来までの「画面を見ながら手元のボタンを押す」ものから『jubeat』（2008年）、『REFLEC BEAT』（2010年）などの「画面を直接押す（タッチする）」ことによって直感的にプレイできるタイトルや、『初音ミク -Project DIVA-』（2009年）、『maimai』（2012年）、『GROOVE COASTER』（2013年）、『BeatStream』（2014年）など大画面で迫力のある映像を追求したタイトルが増加している。音楽ゲームと言えば「楽器をモチーフにしたゲーム」と言う認識は薄れ、現在では音楽を題材にした全身で味わえる体感ゲームとしての側面が強調されている。
一方、『ノスタルジア』（2017年）はその流れに反し、演奏した際に楽曲を構成する音が鳴る事（キー音搭載）を意識した古典主義的な作風で話題となった。
欧米圏における音楽ゲームの現状は、『Just Dance』シリーズや『ロックバンド』シリーズ、『ギターヒーロー』シリーズおよび『ダンスダンスレボリューション』シリーズが圧倒的な人気を誇っている。
2014年8月までセガ・タイトー・バンダイナムコエンターテインメントの3社はコラボレーションの一環としてシリーズの楽曲を提供するなど良好な関係を築いている一方、自社の著作権管理に厳格なことで知られるコナミは楽曲提供を長年拒んでいたが、全日本アミューズメント施設営業者協会連合会主催「天下一音ゲ祭 全国一斉認定大会」よりコナミ版権の楽曲が他メーカーに提供され、4社間のコラボレーションが行われた。セガの『チュウニズム』ではコナミも開発に関わっており楽曲も提供されている。
2017年2月には『beatmania IIDX』トッププレイヤーのDOLCE.がコナミとプロゲーマー契約を結んだ。音ゲーにおけるプロゲーマーの誕生は世界で初となる。先述の天下一音ゲ祭やコナミの大会「KONAMI Arcade Championship」を筆頭に競技としての側面にも一定の注目があり、今後はエレクトロニック・スポーツとしての発展にも期待が持たれている。

### スマートフォンの音楽ゲーム
2010年代になってiPhoneを筆頭としたスマートフォンやタブレットPCが広く普及し、それとともに従来からフィーチャーフォン向けにサービスを展開していたソーシャルゲームの表現力やゲームシステムが進化する中で、音楽ゲームの要素が取り入れられるようになった。
この分野で最初のヒット作になったのが、『ラブライブ! スクールアイドルフェスティバル』（2013年）で、2016年9月現在で全世界3000万ユーザーを公称する。また、その同時期に『アイドルマスター シンデレラガールズ スターライトステージ』（2015年）が誕生する。同作品は3DCGによるダンス等よりリッチな演出を取り入れたものとなっており、大きく注目された。その後登場した『バンドリ! ガールズバンドパーティ!』（2017年）はGoogle Play主催の『ベスト オブ 2017』を受賞した上、2017年に約91億円、2018年には約185億円もの売上を記録するなど、非常に高い人気を誇っている。その後も同作品を元にしたフォロワー作品が次々と生まれており、同作品はスマホ音ゲーとして一つのゲームジャンルを確立したと言える。いずれのタイトルも一定のゲーム性を保ちつつもメディアミックスを意識したキャラクター商品の趣向が強くなっており、関連したアニメ番組の放送、CD等のグッズ販売、ライブの開催も行われる。
先述した『GROOVE COASTER』、『ラブライブ! スクールアイドルフェスティバル』および『CROSSxBEATS』のように、スマートフォンアプリとして登場後にアーケードに進出した音楽ゲームも存在している。

## 種類

### 操作方法の種類
主な操作方法の種類は以下の通りである。

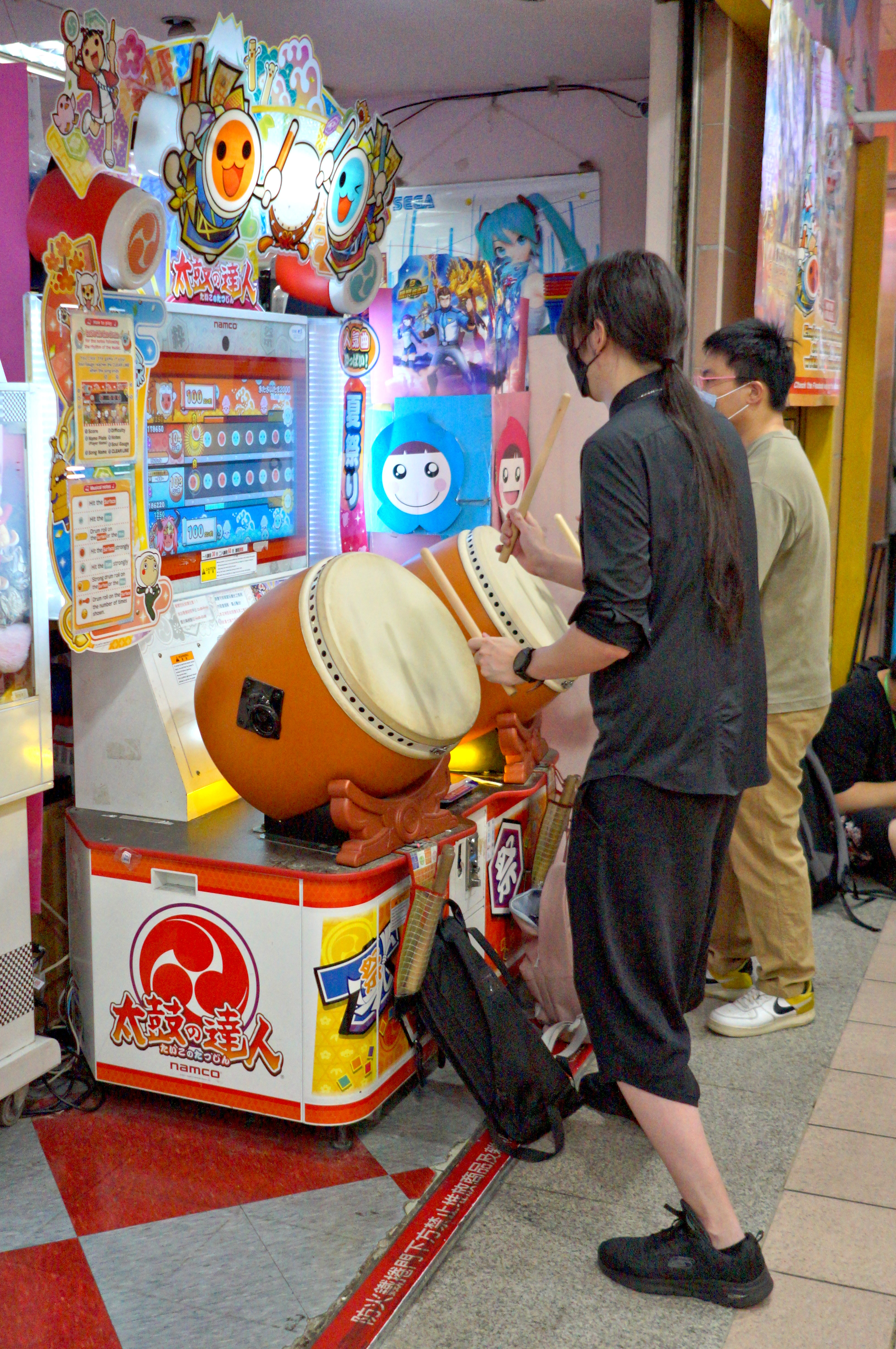
アーケード版の『太鼓の達人』では、太鼓を模したデバイスをバチなどで叩いて操作する。家庭用版でも、同様のものが販売されており、それでも操作できる。

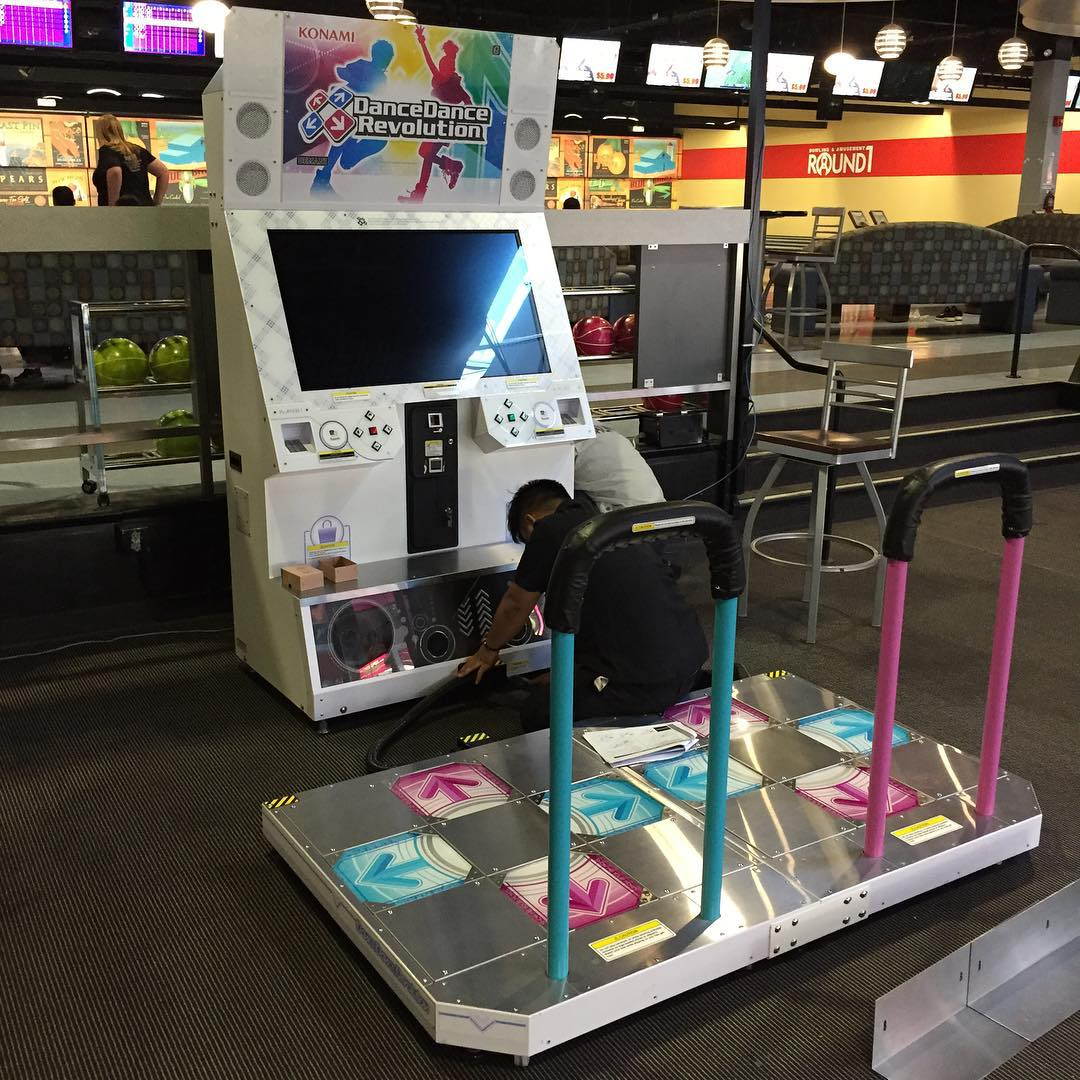
アーケード版の『Dance Dance Revolution』では、前後左右の4つの矢印パネルを足で踏む。こちらも同様に家庭用のマット型コントローラーがある。

- 画面の指示に合わせて「ボタンを押す」などでデバイス（コントローラー）に入力する

指定されたタイミングに合わせ、デバイスに対し入力を行う。大方の家庭用ゲーム機やアーケード用の音楽ゲームに採用されている。例えば、『太鼓の達人』であればデバイスは「太鼓」となり、流れてくる音符に合わせて太鼓をバチなどで叩く必要がある。
ゲームによっては、レーン（行・列）が複数に分かれていることがあり、その場合、正しい位置のデバイスに入力しなければならない。例えば『beatmania』であれば、複数ある鍵盤のうち、音符が流れているレーンの鍵盤をタイミングよく押すことが必要となり、タイミングがあっていても、叩く鍵盤がズレていればミスと見做される。ただし例外は存在し、異なるレーンの入力であってもタイミングがあっていればそのレーンへの入力をしたものとして扱うものもある（『DJMAX Portable BLACK SQUARE』韓国版など）。
ボタンを押す以外の操作方法として、以下の例が挙げられる。
- レバーを倒す（『オンゲキ』、『GROOVE COASTER』など）
- つまみを回す（『SOUND VOLTEX』など）
- パネルを踏む（『Dance Dance Revolution』、『Pump It Up』など）
- 専用のスティック（バチ、マレット）で叩く（『太鼓の達人』、『drummania』、『ミライダガッキ』、『MUSIC DIVER』など）
- 専用のセンサーを通過する（『ダンスマニアックス』、『チュウニズム』など）

上記以外にも、ゲーム特有の操作を要求するものがある。
- 画面の指示に合わせて「画面に直接触れる」

指定されたタイミングに合わせ、「タッチパネル」に直接触れる。2010年代以降の音楽ゲームやスマートフォン用音楽ゲームに多く採用されている。例えば、『Cytus』はスマートフォン用の音楽ゲームで、上下に動く判定ラインと音符が重なったときにタイミングよく音符を触る必要がある。
ゲームによっては、ただ触るだけでなく、「なぞる・滑らせる」といった操作が要求されることがある。例えば、『maimai』では、最初にタイミングよく☆の音符を叩いた（または、画面を触った）あと、表示される矢印に沿ってなぞる必要がある。
ボタンを押すタイプと比べ、直感的であることから、初心者向けの物に搭載されることが多い。ただし上級者向けに非常に難度の高い譜面が用意されていたりもする。
- 画面の指示に合わせて「体を動かす」

音楽ゲームの中でも「ダンスゲーム」の部類に入る。その中でもこちらが何かを踏んだりするのではなく、搭載されたセンサー（カメラ）などによってプレイヤー自身を読み取り、その状態に応じてゲーム側が判定を行うというもの。『DANCE EVOLUTION』が代表例であり、画面と同じような振り付けを踊ることで音符を取ることができるようになっている。また、後発の『DANCE aROUND』にもこのシステムは採用されている。
なお、上記との複合として、『ミライダガッキ』（通常のタムを叩くのに加えて、専用の音符が流れてきた場合はその通りにポーズをとらなければならない）や、『DANCERUSH STARDOM』（通常は足もとの大型パネルを踏むが、専用の音符が流れてきた場合、しゃがんだりして重心を下げることが要求される）などがある。

### 音符の種類
主に以下のいずれかに振り分けることが出来る。
- 単押し

指定されたタイミングに合わせ、音符1つにつき1度だけ操作するもの。ほぼすべての音楽ゲームに搭載されている。この場合、音符で指示された瞬間にのみ判定があることが多い。たとえ押した後すぐに離しても、そのまま抑えっぱなしでも評価が変動しない。
レアケースとして、「入力しない」を指示する音符が存在する。例えば『Dance Dance Revolution』では「ショックアロー」と呼ばれる音符が登場する。この音符が判定エリアを通る前に、すべてのパネルから足を離して何も踏んでいない状態にしなければならない。何かを踏んでいる場合ミスとなり、譜面が一瞬見えなくなるペナルティが掛かる。
- 長押し

指定されたタイミング（始点）で入力を始め、別の指示されたタイミング（終点）まで入力を続ける。「太鼓の達人」では叩くという性質上押さえ続けることが困難なため、搭載されていない。他のゲームでも搭載されていないことがある。
始点で入力をさせた後、終点の扱いについては以下のいずれかになることが多い。
- 終点で入力を終える必要はない（『SOUND VOLTEX』のロングノートなど）
- 終点で入力を終える必要があるが、無視した時はミス扱いではなく低評価とする（『DJMAX』のロングノートなど）
- 終点で入力を終える必要があり、無視するとミス扱いになる（『beatmania IIDX』のチャージノートなど）
- また、終点よりも早く終えてしまった場合に復帰（押さえなおし）出来るかどうかも以下のいずれかになることが多い。
- 復帰できない（『jubeat』のホールドマーカーなど）
- 復帰可能だが、その時間に制限があり、それを過ぎると復帰できなくなる（『シンクロニカ』のHOLDなど）
- 長押し音符の間であればいつでも復帰可能（『オンゲキ』のロングノートなど）

基本的には長押しの仕様はゲームごとに固定されているが、『beatmania IIDX』のように、仕様が異なる長押しが1つの作品に入っていることもある（通常のチャージノート/バックスピンスクラッチは復帰できないが、その亜種であるヘルチャージノート/ヘルバックスピンスクラッチは、終点までであればいつでも復帰ができる）。
- 連打

指定されたタイミングで同じ入力を何度も要求するもの。それぞれのゲームで仕様が異なり、採用される例は多くはない。以下に連打の例を示す。
- 始点と終点間で自由に入力をさせる

『太鼓の達人』の黄色い連打音符ではこの方式が採用されている。連打の音符が流れている間は、どのような入力を行ってもミスにはならない。つまり、「全く入力しなくとも」ミスにはならない。ただし、叩いた分だけ得点に加算はされるため、得点を競うのであれば叩ける限り叩くことが要求される。
初期の『beatmania』にも「フリーゾーン」として（定義上）連打が存在する。フリーゾーン間では何度でもスクラッチをしてよい。ただし、上記とことなり1度もスクラッチが無いとミスとなる。また、フリーゾーンの中には細い横線が入っており、その線に合わせてスクラッチをすることでフリーゾーンの評価が最高となる。
- 始点から終点まで常に連打を要求する

『GROOVE COASTER』では、「BEAT」と呼ばれる音符があり、始点から常に連打をしなければならない。また、終点で連打をやめなければならない。終点より早く止めてしまった場合はミスとなる。
- 終点までの間に一定量の連打を要求する

『ミライダガッキ』では、指定されたタムを「あとn打」のnの数だけ連打する必要があり、それを一定時間の間に行わなければならない。出来ない場合はミスとなる。
『太鼓の達人』でも「風船」「くす玉・焼き芋（バージョンによって呼び名が変わる）」といった音符で要求することがあるが、できなくともミスにはならないため、コンボ（それまでの連続成功数）が切れることは無い。
- 終点までの間の特定タイミングで操作を要求する

『REFLEC BEAT』では単押しの発展形として、いくつかの音符が上下で結ばれていることがある。これは判定ラインの同じ位置に落ちてくることを指しており、同じ場所で何度もタッチパネルに触れる必要がある。
『DJMAX TECHNIKA』では、通常、動く判定ラインと音符が重なったときに音符を触るが、紫色の「リピート」と呼ばれる音符では、初めの丸い音符の位置を、その後に続く棒状の音符と判定ラインが重なったら「初めの丸い音符」を押す必要があり、判定ラインと全く違う場所を触る必要が生じる。

### クリアの種類
各音楽ゲームには「クリア」となる基準が設定されていることが多い。
アーケード用の音楽ゲームでは「クリア」条件を満たさなければ、次のステージに進めないが、ゲームの仕様上、1回のプレーで遊べる最低曲数に満たしていなかったり、選択した曲の難易度が一定以下であるなど、（俗に「保障」と呼ばれたりする）条件を満たさなくても次に進める場合もある。
「クリア」の基準には以下のようなものが存在する。
- 専用のゲージがあり、曲終了時にゲージが一定量である

これらは「グルーヴゲージ（『BEMANIシリーズ』など）」などの名称を持ち、ユーザーインターフェイスとしてどこかに搭載される。この方式では、基準点となる判定があり、その判定以上のタイミングであれば増加、逆に基準点以下であれば減少する方式をとっている（例えば、『太鼓の達人』では「良（正確）」「可（少しずれている）」であれば増加し、「不可（大きくずれている）」や「見逃し」であれば減少する）。
体力ゲージではないため、無くなってもその時点で即ゲームオーバーになることはほとんど無い。ただし、作品によっては体力ゲージも兼ね合わせていることも有る。（例：『KEYBOARDMANIA』など）
- 曲終了時に一定以上の成績である

これらは「達成率」や「スコア」を見るものである。譜面の音符全体を全て最高判定で叩いたときを100％とし、プレイヤーの結果が規定値以上でクリアとする（例えば、『jubeat』ではすべての音符を最高判定の「PERFECT」で処理したときを1,000,000点満点とし、700,000点以上であればクリアとする）。前述した方式と違い、見逃しをした際や大きくタイミングを外した際にゲージが減ることは無い（それらの判定に減点がある場合を除く）。なお、クリア基準にはならない場合でも、プレイヤーの結果に対して評価（A、B、Cのようなランク付け）をするために採点を行っていることがほとんどである。
- ライフ（体力）が設定され、曲終了時まで残っている

ゲーム開始時に「体力」となるゲージなどが設定される。初期値は最大で始まることが多い。この体力はミスをすると減少し、0になった瞬間にプレーは打ち切られ、即ゲームオーバーとなる（ゲームによっては、その曲を最後まで演奏できるものもあるが、次の曲を遊ぶ権利は失われることがほとんどである）。曲終了を迎えることがクリアとなるため、曲終了時点での体力は満タンであろうと僅かであろうとどちらでも良い。体力は回復する場合があるが、大半の音楽ゲームでは最高判定やそれに近い判定を出すと体力が増えていく。スマートフォン用の音楽ゲームでは、キャラクターを設定することによりスキルが発動するが、その中に体力やそもそもの体力の上限を増加させるものがある（逆に言えば、それらを設定しなければ体力が復活しない仕様であることがほとんどである）。
なお、音楽ゲームの仕様として、複数の仕様を持っていることがある。特に、上記の「ゲージ型」と「達成率」型に「体力型」が搭載されることが多い。また、クリアの基準を緩めることができるものも存在する。
例として、『beatmania IIDX』では、上記の2つの要素が含まれており、前者は「HARD」ゲージというオプションで実装されている（通常よりも回復しにくくなり、ゲージが0%になった瞬間、失格となる。ただしノルマ型ではなくなるため、ほんの少しでも残っていればクリア扱いになる）。後者は「ASSISTED EASY」「EASY」として実装されている（ゲージが減る「BAD」「POOR」の判定による減少量が半分になり、「ASSITED EASY」ではグルーヴゲージを80%でクリアとするところを60%でクリアに引き下げることができる）。

### 判定の種類
たいていの音楽ゲームには「判定」と呼ばれる「いかに正しく操作を行ったか」を評価する基準がある。音楽ゲームによって入力方法は異なるが、ここでは音楽ゲームがどのような基準で「判定」を下しているか、またそもそもの「判定」の種類について分類する。

#### 判定基準
基本的に以下のいずれかに分けられる。ゲームによってはいくつかの基準を併合して考えることもある。
- 指定したタイミングとの時間差

最も一般的な判定基準となるのはこの項目である。流れてくる音符など、譜面などによってゲーム側の指定するタイミングに対し、入力がどれだけ早かったか、あるいは遅かったかで（つまり、判定基準と入力タイミングとの時間の絶対値で）判定を振り分ける。具体的な時間差はゲーム側が明示するすることは少ないが、有志の手によってその判定基準が明らかにされることが多い。基本的に指定したタイミングに対し、早かった場合と遅かった場合の幅は同様に取られることが多い（例えば、ゲーム側があるタイミングに流す音符を、0.01秒早くとっても0.01秒遅くとっても、どちらも差が「0.01秒」であるため、どちらも同じ判定が下ることが多い）。
長押しに関しては、前述の通り終点の判定がゲームごとで異なるが、終点で離す必要があるものは「離す」タイミングを見ており、終点で離す必要が無いものは「入力しているかどうか」を常に見ていることになる。
また、「触れないことを指示する」のもこの分類であり、その際は「指定したタイミングで入力がオフである」ことを見ていると考えればよい。
- 入力の大きさ、度合い

タイミング以外に、身体を動かすことや、ボタンを単に押下するものやタッチ操作でないもの（例えば腕を振るなど）の場合、タイミングを見るのではなく、その入力の大きさ・度合いを見るものがある。例えば『チュウニズム』では一部の譜面に「FLICK」と呼ばれる音符が登場する。これはタイミングよく「手元のタッチスライダーを一瞬滑らせる（=スマートフォンの操作のフリックに該当）」操作が必要になる。この音符は手元の16行に分割されているスライダーのうち、タッチした位置からいくつかの行をまたぐように滑らせなければならない。つまり、通常の触るだけで良い「TAP」と同じように処理してしまうと最高判定が得られない場合がある（「MISS」にはならない）。また、同ゲームの「AIR（緑色の矢印で表示され、それが判定ラインに重なるタイミングで腕を振る必要がある）」も、腕の振り上げ幅によっては同様に最高判定で無かったり、極端に幅が小さい場合は「MISS」となる（この際右下にもっと腕を振り上げるように案内が出る）。
また、大きすぎても良いわけではなく、『beatmania』の「1回転スクラッチ」のように、「ターンテーブルの回し度合いが360度に近いほど評価が高くなる」といったものもある。
なお、ボタンであっても『ノスタルジア』のようにその押し具合の強弱を見るものもある。
- 入力の正確性

度合いの中でも少しレアケースで、特に複数の列に音符が流れてくる際のボタンの押し方などを見るもの。ある音符を処理する際、余計なものを押していないか、或いはきちんと必要なものを押しているかを見る。例えば『初音ミク -Project DIVA-』では、4つあるボタンを同時に押す指示が登場する。この時、ボタン数が合っていても異なるボタンを押している場合は「WRONG」と表示されミスしたものとして扱われる。また『GITADORA』では、一見それぞれのレーンで判定があるように見えるが、実際は全てまとめて1つの判定としてみているため、余計なネックボタンを押していたり、必要なボタンを押していないままピックレバーを弾いて演奏しても、1つのミスとされる。一部はミス扱いにならないものもあるが、評価が下がるものもある。『ノスタリジア』のリサイタル演奏モードでは、音符に対し、その時押す必要のなかった鍵盤が一定以上あると評価が下げられてしまう。しかし、ゲームプレイ自体の点数には何ら影響を与えない（あくまでリサイタルモード専用の評価に影響を受けるだけであって、それまでのコンボが0にされたり、音符の評価が下がったりミスにされたりということはない）。
正確性が基準に無い場合は、対象外のキーを押してもミスにならないことが多い。

#### 内部的な処理の種類
分類について話す前に「コンボ」について説明する。音楽ゲームには、主に「コンボ」（名称はゲームによって異なる）と呼ばれる、「一定判定を何回連続で出せたか」の数値が存在する。コンボの数字が増えることやコンボ数がそのまま維持されるものを特に「コンボが『続く』」などといい、0に戻されることを「コンボが『切れる』」という。特に、そのコンボを切らすこと無く最後まで曲をプレーしきることを「フルコンボ」とするなど、ゲームによって特別な名称がつけられることもある。以下に判定を内部的な処理から分類したものを表記する。
- ゲームに有利な効果が発生し、コンボが続く

基本的に最も良い判定やそれに近い判定はここに分類される。「有利な効果」とは、例えばノルマクリア基準であるゲージが増えたり、点数が増えたり、体力が回復したりなどを指す。もっともゲージが100%である場合にはそれ以上増えたりしないことがほとんどである。これによりコンボが続くことも同時に起こる。なお、同じように分類されるものでも、その幅は判定ごとに異なるものが多い。例えば『maimai』の判定である「PERFECT」や「GREAT」はどちらも達成率を0%から増やし、コンボも増やすものだが、達成率は「PERFECT」のほうがより大きく増える（「GREAT」より「PERFECT」のほうが正確なタイミングであるため）。
- ゲームに有利な効果が発生するか何も起きず、コンボが途切れる

特に最も良い判定でもなく、最も悪い判定でもない、おおよそ中間に来る判定はここになる。『beatmania』や、昨今のスマートフォン用音楽ゲームなどにみられる。点数が増えたり、体力が回復するなどの多少の恩恵がある場合や、一切の恩恵が無いものもある。加えて、コンボ数が0に戻される。なお、達成率を見るゲームであれば、最高判定の10%の加点がされるなどで、ほんのわずかな点数になることがあるため、定義上有利な効果ではあるが微々たるものになることがほとんどである。
- ゲームに不利な効果が発生し、コンボが途切れる

いわゆる「ミス」や大きくタイミングがずれていた、等の悪い判定はここに分類される。「不利な効果」とは、ノルマクリアに必要なゲージを減らされたり、体力が削られたりなどである。この場合も、どれだけタイミングとズレたかや、そもそも見逃したかどうかにより、その減少量等が変化する。
- ゲームに不利な効果が発生するが、コンボは続く

こちらはレアケースである。体力が減ったり、ノルマクリアに必要なゲージが減ったりするなど「不利な効果」が起こるが、コンボが継続されるものを指す。例えば『オンゲキ』などでは、触れてはいけない「敵弾」が流れることがある。触れてしまった場合は体力が減ってしまうが、コンボ数が0に戻されることはなく維持される。つまり、体力が大幅に減っていても「FULL COMBO（すべての音符をミスなく処理する）」が成立することもあり得る。また、『beatmania IIDX』でも同様で、何も音符が無いところでボタンやターンテーブルを操作すると「POOR」と表示され、グルーヴゲージが減らされてしまう。この時「POOR」の表示からも数字が消えているためコンボが切れたかのように見えるが、次に音符を正しく処理すると「GREAT 123」のようにPOORを出す前の数字が表示され、コンボが維持されて続いていることが分かる。（同様の機構を持つ『Pop'n music』では、何もないところを押すと「BAD」と表示され、次からは「COOL! 1」と表示されコンボが途切れてしまう）

#### 判定の表示処理
判定やコンボ数はプレイヤーに表示を通して伝えられる。表示の方法は様々あるが、音符の出た位置に表示したり、プレイエリアの固定された場所に常に表示したり、ゲームによって異なる。また、コンボ数は画面中央など固定表示であるが、判定はその音符があった場所に爆発エフェクトなどで表示するなど、コンボ数と判定が別々であったりするものもある。
判定は文字や色で表されることが多い。判定の文言はそのゲーム内で使われているものと被らないよう設定されているもの（例：『maimai』 PERFECT>GREAT>GOOD>MISS）や、その判定が似ていることからよく似た文言にしたものもある（例：『チュウニズム』 CRITICAL JUSTICE!>JUSTICE!>ATTACK>MISS）。中には文言が全く一緒で、その色合いを変えて表示するものもある（例：『beatmania IIDX』 GREAT〈虹色/正式にはP-GREATと呼ぶが表示はGREATのみ〉>GREAT〈黄色〉>GOOD>BAD>POOR）。
例外的ではあるが、全く文字が表示されないものもある。例えば『jubeat』では、文字を表示させる代わりに、マーカーごとに設定されたアニメーションで判定を表示させる（一応、ほとんどのマーカーにおいて、良い判定になるほど演出が明るく派手になる。また、設定画面でプレビューを見ることもできる）。

## 作品一覧（アーケード・家庭用）

### コナミ

#### BEMANIシリーズ
販売形態により発売元がそれぞれ異なる。
アーケード：コナミアミューズメント
家庭用：コナミデジタルエンタテインメント
- beatmania
  - beatmania IIDX
  - beatmania III
  - beatmania打打打!!（PlayStation 2、発売元：ハンズオン・エンタテインメント）
- pop'n music
  - pop'n stage
  - Beat'n Groovy（Xbox 360）
  - うたっち（ニンテンドーDS）
  - HELLO! pop'n music
- Dance Dance Revolution
  - Dancing Stage
  - Dance Dance Revolution Solo
- GUITARFREAKS / drummania（『V』以降は表記を『GuitarFreaks』『DrumMania』に変更）
  - GuitarFreaks XG / DrumMania XG
  - GITADORA
- RAP FREAKS（未発売）
- KEYBOARDMANIA
- Dance Maniax
- ParaParaParadise
  - ParaParaParadise DX（未発売）
- MAMBO A GO GO
- Toy'sMarch
- DANCE 86.4 FUNKY RADIO STATION
- マリンバ天国 - ハード・ソフトウェア一体型テレビゲーム機
- jubeat
- REFLEC BEAT
- Dance Evolution（Xbox 360）
  - Dance Evolution ARCADE
- SOUND VOLTEX
- ミライダガッキ
- BeatStream
- MÚSECA
- ノスタルジア
- DANCERUSH STARDOM
- DANCE aROUND

#### 非BEMANIタイトル
- ドレミッコ（ファミリーコンピュータ ディスクシステム）
- Dance!Dance!Dance!（PlayStation）
- Goo! Goo! SOUNDY（PlayStation）
- MARTIAL BEAT（PlayStation）
- マーメイドメロディーぴちぴちピッチ（ゲームボーイアドバンス）
  - マーメイドメロディーぴちぴちピッチ ぴちぴちっとライブスタート!
- Karaoke Revolution（PlayStation 2 / Xbox、開発元：（日本国内版）コナミ / （海外版）Harmonix Music Systems / Secret Level, Inc.）
- きらりん☆レボリューションシリーズ（ニンテンドーDS）
- Rock Revolution（ニンテンドーDS / PlayStation 3 / Wii / Xbox 360、開発元：Zoë Mode / HB Studios）
- しゅごキャラ! ノリノリ!キャラなりズム♪（ニンテンドーDS）
- ファミリーチャレンジWii（Wii）
- オトカドール
- ポラリスコード

### バンダイナムコグループ
販売形態により発売元がそれぞれ異なる。
アーケード：バンダイナムコアミューズメント
家庭用：バンダイナムコエンターテインメント
データカードダス：バンダイ
- パカパカパッション（開発元：プロデュース!）
- Guitar Jam
- ウンジャマ・ラミー NOW!!
- ミリオンヒッツ
- Quest for Fame（アーケード版）
- TEKNOWERK
- 太鼓の達人
- アイドルマスターシリーズ
  - THE IDOLM@STER LIVE FOR YOU!（Xbox 360）
  - THE IDOLM@STER SHINY FESTA（PlayStation Portable）
  - アイドルマスター プラチナスターズ（PlayStation 4）
  - アイドルマスター ステラステージ（PlayStation 4）
  - アイドルマスター ツアーズ
- のだめカンタービレ
  - のだめカンタービレ ドリーム☆オーケストラ（Wii）
  - のだめカンタービレ 楽しい音楽の時間デス（ニンテンドーDS）
- プリキュアデータカードダスシリーズ
- たまごっちシリーズ
  - たまごっちのフリフリ歌劇団（Wii）
  - たまごっちリズム TamaRiz
- ハッピーダンスコレクション（Wii）
- WE CHEER（Wii）
- 妄想コントローラー（発売元：バンダイ）
- アイカツ!シリーズ
  - アイカツ!（開発元：ハ・ン・ド）
    - アイカツ! シンデレラレッスン（ニンテンドー3DS、開発元：ウィル）
    - アイカツ! 2人のmy princess（ニンテンドー3DS、開発元：ウィル）
    - アイカツ! 365日のアイドルデイズ（ニンテンドー3DS、開発元：ハ・ン・ド）
    - アイカツ! My No.1 Stage!（ニンテンドー3DS、開発元：ハ・ン・ド）
    - アイカツ! フォトonステージ!!（iOS / Android、開発元：DeNA）

  - アイカツスターズ!（開発元：ハ・ン・ド）
    - アイカツスターズ! My スペシャルアピール（ニンテンドー3DS、開発元：ハ・ン・ド）

  - アイカツフレンズ!（開発元：ハ・ン・ド）
  - アイカツオンパレード!（開発元：ハ・ン・ド）
  - アイカツプラネット!（開発元：トーセ）
- トライブクルクル THE G＠ME（ニンテンドー3DS、開発元：七音社）
- シンクロニカ

### セガ
販売形態により発売元はそれぞれ異なる。
アーケード：セガ・インタラクティブ
家庭用：セガ
- TEMPO（スーパー32X）
- スペースチャンネル5（ドリームキャスト）
- サンバDEアミーゴ
- クラッキンDJ
- シャカッとタンバリン!
- Rez（ドリームキャスト / PlayStation 2）
- オシャレ魔女♥ラブandベリー
- リズム天国（アーケード版）
- おしりかじり虫のリズムレッスンDS（ニンテンドーDS）
- レッツタップ（Wii）
- UFO Stomper（開発元：Triotech）
- 初音ミク -Project DIVA-（PlayStation Portable）
  - 初音ミク Project DIVA Arcade
- リルぷりっ ゆびぷるひめチェン!
- けいおん! 放課後ライブ!!（PlayStation Portable）
- リズム怪盗R 皇帝ナポレオンの遺産（ニンテンドーDS）
- 初音ミク and Future Stars Project mirai（ニンテンドー3DS）
- maimai
- けいおん!! 放課後リズムセレクション
- ペルソナ4 ダンシング・オールナイト（PlayStation Vita、開発元：アトラス）
- チュウニズム
- ペルソナ3 ダンシング・ムーンナイト（PlayStation 4 / PlayStation Vita、開発元：アトラス）
- ペルソナ5 ダンシング・スターナイト（PlayStation 4 / PlayStation Vita、開発元：アトラス）
- オンゲキ

### アトラス
- きらりんレボリューション ハッピー★アイドルライフ
- 極上!!めちゃモテ委員長 クルモテ ガールズコンテスト!
- けいおん! 放課後リズムタイム

### スクウェア・エニックス
- バスト・ア・ムーブ（PlayStation、発売元：エニックス、開発元：メトロ）
- メジャマジ・マーチ（Wii、開発元：七音社）
- シアトリズム ファイナルファンタジー（ニンテンドー3DS、開発元：インディーズゼロ）
  - シアトリズム ファイナルファンタジー カーテンコール（ニンテンドー3DS、開発元：インディーズゼロ）
  - シアトリズム ドラゴンクエスト（ニンテンドー3DS、開発元：インディーズゼロ）
  - シアトリズム ファイナルファンタジー オールスターカーニバル
- キングダム ハーツ メロディ オブ メモリー（PlayStation 4 / Nintendo Switch / Xbox One、開発元：インディーズゼロ）

### タイトー
- ミュージックガンガン!
- グルーヴコースターシリーズ
  - グルーヴコースター（アーケード版）シリーズ
- テトテ×コネクト
- MUSIC DIVER

### カプコン
- crossbeats REV.

### ソニー・インタラクティブエンタテインメント
- DEPTH（PlayStation、開発元：オーパス）
- パラッパラッパー（PlayStation、開発元：七音社）
  - ウンジャマ・ラミー（PlayStation、開発元：七音社）
- STOLEN SONG（家庭用版）（PlayStation、開発元：ヴァーチャル・ミュージック）
- Quest for Fame（家庭用版）（PlayStation、開発元：ヴァーチャル・ミュージック）
- ビブリボン（PlayStation、開発元：七音社）
- BEAT PLANET MUSIC（PlayStation、開発元：オーパス）
- TVDJ〜ティービィーディージェー〜（PlayStation 2、開発元：ウィルリンク）
- ブラボーミュージック（PlayStation 2、開発元：デザートプロダクション）
- アイトーイ フリフリダンス天国（PlayStation 2、開発元：London Studio）
- 昇天ビート（PlayStation Portable、開発元：London Studio）
- サウンドシェイプ（PlayStation 3 / PlayStation Vita、開発元：Queasy Games）

- FreQuency（PlayStation 2、開発元：Harmonix Music Systems）
- Amplitude（PlayStation 2、開発元：Harmonix Music Systems）

### ジャレコ
- VJ
  - レイブマスター
- ステッピングステージ
  - ステッピングセレクション
- ドリームオーディション
- ロックントレッド
  - ロックンメガセッション
  - ロックンメガステージ

### 任天堂
- 大合奏!バンドブラザーズ
  - 大合奏!バンドブラザーズDX
  - 大合奏!バンドブラザーズp
- ドンキーコングの音楽遊び（開発元：ハドソン）※未発売
- ドンキーコンガ（開発元：ナムコ（現：バンダイナムコスタジオ））
- リズム天国
  - リズム天国ゴールド
  - みんなのリズム天国
  - リズム天国 ザ・ベスト+
- 押忍!闘え!応援団（開発元：イニス）
  - 燃えろ!熱血リズム魂 押忍!闘え!応援団2
  - Elite Beat Agents（海外向けバージョン）
- エレクトロプランクトン
- Wii Music
- JUST DANCE Wii
  - JUST DANCE Wii 2
  - JUST DANCE Wii U
- リズムハンター ハーモナイト（開発元：ゲームフリーク）
- デデデ大王のデデデでデンZ（開発元：ハル研究所）

### タカラトミー
- ワンタメ ミュージックチャンネル
  - ワンタメ ミュージックチャンネル Dokodemo Style（どこでも スタイル）
- evio
- ポピラ
- 踊る天才ペット! ダンシングファービー

#### タカラトミーアーツ
開発元：シンソフィア
- プリティーリズム
  - プリティーリズム・マイ☆デコレインボーウエディング
  - プリティーリズム・レインボーライブ きらきらマイ☆デザイン
  - プリパラ&プリティーリズム プリパラでつかえるおしゃれアイテム1450!
- プリパラ、アイドルタイムプリパラ
  - プリパラ めざせ!アイドル☆グランプリNo1!
  - プリパラ めざめよ! 女神のドレスデザイン
  - アイドルタイムプリパラ 夢オールスターライブ!
  - プリパラ オールアイドルパーフェクトステージ!
- キラッとプリ☆チャン
- ワッチャプリマジ!

### AQインタラクティブ
- ザ・ワールド・オブ・ゴールデンエッグス ノリノリリズム系
- ザ ワールド オブ ゴールデンエッグス 〜ノリノリ歌できちゃって系〜
- ザ☆歌謡ジェネレーション
- KORG DS-10
  - KORG DS-10 PLUS

### その他国内メーカー
- テクニクティクス（アリカ）
  - テクニクビート（アリカ）
  - てくてくビート（アリカ）
- ピンキーストリート キラキラ★ミュージックアワー（ディンプル）
  - ピンキーストリート キラキラ★ミュージックナイト（ディンプル）
- オトッキー（アスキー）
- 普及版1,500円シリーズ LOVE☆パラ ラブリー東京パラパラ娘（メディアリング）
- ぷよぷよDA!（コンパイル）
- ギタルマン（発売元：コーエー、開発元：iNiS）
- 三味線ブラザーズ（カトウ製作所）
- おんたま♪おんぷ島へん（ノイズファクトリー）
- UNiSON（テクモ）
- ハッピー☆スター☆バンド（アークシステムワークス）
- COOL COOL TOON（SNK）
  - cool cool jam（SNK）
- キラキラリズムコレクション（サンタエンタテイメント）
- リラックマ★リズム まったり気分でだららんラン♪（ロケットカンパニー）
- DJウォーズ（スパイク）
- ザ・マエストロムジーク（グローバル・A・エンタテインメント）
- タムタムパラダイス（グローバル・A・エンタテインメント）
- Type Tunes（アルゼ）
- Aero Guitar（ユードー）
- ファンタジックタンバリン（Zoom）
- 涼宮ハルヒの激動（角川書店）
- HIDEBOHタップダンスHERO（ドラス）
- おさわり探偵小沢里奈 なめこリズム（サクセス）
- ハローキティとまほうのエプロン リズムクッキング♪（発売元：エクサム、開発元：七音社）
- ハローキティとサンリオキャラクターズ ワールドロックツアー（バーグサラ・ライトウェイト）
- ドーパミックス（Ｇモード）
- 妖怪ウォッチダンス JUST DANCE スペシャルバージョン（レベルファイブ）
- がるメタる!（DMM GAMES）
- WACCA（マーベラス）

### 海外メーカー
- EZ2DJ（Amuse World / 3S Entertainment / Square Pixels）
  - Sabin Sound Star（3S Entertainment）
- EZ2Dancer（Amuse World）
- DJMAX（PENTAVISION）
  - DJMAX Portable
  - DJMAX TECHNIKA（日本国内版の発売元はコナミ）
- BEATCRAFT CYCLON（Nurijoy）
  - SUPERBEAT XONiC
- Pump It Up（Andamiro）
- In The Groove（Roxor）
  - Pump It Up Pro / Jump / Infinity（Fun in motion / Andamiro）
- NEON FM（Unit-e Technologies / BMI Gaming / Andamiro）
- CHRONO CIRCLE（Andamiro）
- StepManiaX (Step Revolution)
- ReRave (Step Revolution)
- ギターヒーロー（RedOctane / Harmonix Music Systems / MTV Games）
  - Guitar Hero Arcade（コナミと共同開発）
- DJ Hero
- ロックバンド（Harmonix Music Systems / EA Games）
- Dance Central（Harmonix Music Systems / Microsoft Studios）
- Cytus（Rayark）
- DEEMO（Rayark）
- VOEZ（Rayark）
- Cytus II（Rayark）
- DEEMO II（Rayark）
- Rock Fever（IGS）
- Crazy Dancing（IGS）
- Percussion Master（IGS）
- 唯舞獨尊Online（IGS）
- 搖擺嘉年華
- 中華鼓王
- DoogiDoogi Drm
- Drum Live Station
- Arcaea（lowiro）
- Just Dance（Ubisoft）
  - Just Dance2（Ubisoft）
  - Dance on Broadway（Ubisoft）
- Michael Jackson The Experience（Ubisoft）
- Rocksmith(UBI Soft)
- Ultimate Band（Disney Interactive Studio）
- ハイスクール・ミュージカル DANCE!（Disney Interactive Studio）
- スティッチ! DS オハナとリズムで大冒険（Disney Interactive Studio）
  - もっと! スティッチ! DS リズムでラクガキ大作戦♪（Disney Interactive Studio）
- Fantasia: Music Evolved （Harmonix Music Systems / Disney Interactive Studio）
- バンドフューズ ロックレジェンド(開発『Realta Entertainment Group、発売:Mastiff)

## 作品一覧（PC用）

### ソフト
- beatmania打!!シリーズ
- Keyboardmania Yamaha Edition
- Drums Tutorial Software for HD-1
- pydance
- ドレミマニア
- Synthesia
- Cyber Groove
- 鼓惑人心
- 心靈鼓手
- StepMania
- Frets on Fire
- STOLEN SONG（PC版）（発売元：東芝EMI、開発元：ヴァーチャル・ミュージック）
- Quest for Fame（PC版）（発売元：東芝EMI、開発元：ヴァーチャル・ミュージック）

### オンライン
- コナステ（コナミ）
  - beatmania IIDX INFINITAS
  - SOUND VOLTEX EXCEED GEAR
  - pop'n music Lively
  - GITADORA コナステ
  - ノスタルジア コナステ
  - DanceDanceRevolution GRAND PRIX
- DJMAX（PENTAVISON）
- O2Jam（O2 Media）
- EZ2ON（RETRO GAMES）
- Virtual Orchestra Studio（HanseulSoft）
- CanMusic（HanseulSoft）
- ダンシングパラダイス（旧称『Ryzme』・『Audition』 / 他国では名称が違う場合がある）
- R2BEAT
- 熱舞Online
- 唯舞獨尊Online
- 第五大街Online
- osu!
- ぱんぱんミュージック
- ピアノ狂想曲
- Krazy Rain

### BMSプレーヤー
- BM98
- MixWaver
- Delight Delight Reduplication
- nazobmplay
- LunaticRave
- beatoraja
- ふぃーりんぐぽみゅ
- ナナシグルーヴ
- DTXMania
- QMS-player

### Flash
- Flash Flash Revolution
- Dancing☆Onigiri
- 太鼓のオワタツジン
- Taiko★Mania
- CIRRING

### HTML5
- Friday Night Funkin'

## 作品一覧（スマートフォン・タブレット用）

### コナミ
- DanceDanceRevolution S（2009年 - 2015年）
- DanceDanceRevolution S+（2009年 - 2015年）
- jubeat plus（2010年 - ）
- beat gather（2011年 - 2020年）
- REFLEC BEAT plus（2011年 - ）
- GITADORA（モバイル版）（2013年 - 2016年）
- ポップン リズミン（2013年 - 2016年）
- ときめきアイドル（2018年3月 - 2019年1月）
- ダンキラ!!! - Boys, be DANCING! -（2019年5月 - 2020年8月）
- beatmania IIDX ULTIMATE MOBILE（2019年 - ）

### バンダイナムコグループ
特に注釈のないものは、配信元はバンダイナムコエンターテインメント。
- 太鼓の達人シリーズ（2010年 - ）
- アイドリッシュセブン（配信元：バンダイナムコオンライン、開発元：ギークス、2015年8月 - ）
- アイドルマスター シンデレラガールズ スターライトステージ（開発元：Cygames、2015年9月 - ）
- アイカツ! フォトonステージ!!（開発元：DeNA、2016年2月 - 2018年7月）
- ドリフェス!（配信元：バンダイ、2016年4月 - 2018年5月）
- ツキノパラダイス。（開発元：ギークス、2017年4月 - 2020年2月）
- アイドルマスター ミリオンライブ! シアターデイズ（開発元：バンダイナムコスタジオ、2017年6月 - ）
- アイドルマスター SideM LIVE ON ST@GE！（開発元：アカツキ、2017年8月 - 2021年8月）
  - アイドルマスター SideM GROWING STARS（開発元：バンダイナムコスタジオ、2021年10月 - 2023年7月）
- アイドルマスター シャイニーカラーズ Song for Prism（開発元：バンダイナムコスタジオ、2023年11月 - ）

### スクウェア・エニックス
- スクールガールストライカーズ ～トゥインクルメロディーズ～（2017年8月 - 2018年9月）
- SHOW BY ROCK!! Fes A Live（開発元：ナウプロダクション、2020年3月 - 2022年11月）

### タイトー
- グルーヴコースターシリーズ
  - グルーヴコースター（スマートフォン版）シリーズ（iOS、2011年7月 - 2025年3月）
- アイドルクロニクル（Android / iOS、開発元：ハ・ン・ド、2014年12月 - 2016年5月）

### カプコン
- オトレンジャー（iOS、2013年9月 - 2014年10月）
- CROSS×BEATS（iOS、2013年12月 - 2018年6月）

### ブシロード
- ラブライブ! スクールアイドルフェスティバル（開発元：KLab、2013年4月 - 2023年3月）
  - ラブライブ! スクールアイドルフェスティバル ALL STARS（開発元：KLab→マイネット、2019年9月 - 2023年6月）
  - ラブライブ！スクールアイドルフェスティバル2 MIRACLE LIVE!（2023年4月 - 2024年3月）
- バンドリ! ガールズバンドパーティ!（開発元：Craft Egg→自社開発、2017年3月 - ）
- 新テニスの王子様 RisingBeat（開発元：アカツキ→アンビション→アピリッツ、2017年11月 - ）

### Rayark
- Cytus（2012年1月 - ）
- DEEMO（2013年11月 - ）
- VOEZ（2016年5月 - ）
- Cytus II（2018年1月 - ）
- DEEMO II（2022年1月 - ）

### アニプレックス
- バンドやろうぜ!（開発元：ディライトワークス、2016年10月 - 2019年3月）
- 22/7 音楽の時間（開発元：ハ・ン・ド、2020年5月 - 2021年12月）
- ディズニー ツイステッドワンダーランド（開発元：f4samurai、2020年3月 - ）
- Fate/Grand Order Waltz in the MOONLIGHT/LOSTROOM（開発元：ディライトワークス、2020年8月 - 2021年7月）

### セガ
特に注釈のないものは、配信元はセガ。
- アイドリズム（配信元：トムス・エンタテインメント、2014年 - 2015年）
- 夢色キャスト（音楽制作：ランティス、2015年10月 - 2019年1月）
- プロジェクトセカイ カラフルステージ! feat. 初音ミク（開発元：Colorful Palette、2020年9月 - ）

### ユードー
- Aero Guitar（2008年）
- Aero Drum（2008年）
- Aero Synth（2008年）

### Neowiz Mobile
- TapSonic（2011年）
- DJMAX RAY（2012年）
- DJMAX TECHNIKA Q（Neowiz Internet、2013年）

### QualiArts
- ガールフレンド（♪）（2015年12月 - 2021年4月）
- ボーイフレンド（仮） きらめき☆ノート（2016年11月 - 2019年6月）

### DeNA
- 歌マクロス スマホDeカルチャー（2017年8月 - 2022年6月）
- 東方ダンマクカグラ（2021年8月 - 2022年10月）

### DONUTS
- Tokyo 7th シスターズ（開発元：マイティークラフト / イニス、2014年2月 - ）
- D4DJ Groovy Mix（配信元：ブシロード→自社配信、2020年10月 - ）

### その他
- O2Jam Analog（NHN、2012年）
- O2Jam U（MOMO、2013年 - ）
- SHOW BY ROCK!!（ギークス、2013年7月 - 2019年12月）
- BeatTube（Technon、2014年 - 2019年12月30日）
- AKB48グループ ついに公式音ゲーでました。（S&P、2014年 - 2018年）
- ハロプロタップライブ（ASKISS、2014年 - ）
- そらのおとしもの【公式音ゲー】（ミックナイン、2014年8月）
- ビート＆マジシャンズ（Team Egg、2014年 - ）
- アイ★チュウ（リベル・エンタテインメント、2015年6月 - 2020年7月）
- スクールスタードリーム!（KADOKAWA、2015年12月 - 2016年3月）
- アイパラ！IDOL PARADISE（WHRP、2015年）
- しゃちほこ～る（スタジオ斬、2015年8月 - 2018年7月）
- プリティーリズム・シェイク（エイベックス・ピクチャーズ、開発元：dooub、2015年 - 2017年）
- VENUS PROJECT DREAM BEAT（GALAT、2015年 - 2016年）
- 8 beat Story♪（GMOプレイミュージック、2016年 - ）
- アイドルコネクト（クリエイティブフロンティア、2016年）
- アイドル事変（MAGES.、2016年10月 - 2017年7月）
- ARIA ～AQUA RITMO～（HarvesT、2016年 - 2017年）
- コスモガールノーツ（freep、2016年 - ）
- OTOGAMI-オトガミ-（スタイルフリー、2016年12月 - ）
- スカーレッドライダーゼクス 青と紅の狂詩曲（2016年 - 2017年）
- アイドル リズム パーティー（アイピーク、2017年 - ）
- B-PROJECT 無敵＊デンジャラス（2017年 - ）
- どるおん～ライブアイドルを集めて音楽ゲームを作ってみた～（JT STUDIO、2017年7月 - 2020年6月）
- Re:ステージ! プリズムステップ（ポニーキャニオン、開発元：hotarubi、2017年7月 - ）
- うたの☆プリンスさまっ♪ Shining Live（ブロッコリー、開発元：KLab、2017年8月 - 2023年12月）
- KING OF PRISM プリズムラッシュ！LIVE（エイベックス・ピクチャーズ / タカラトミーアーツ、開発元：シンソフィア、2017年8月 - 2020年10月）
- Rhythm Control（Daikonsoft）
- ザ・リズム・オブ・ファイターズ（SNKプレイモア、iOS）
- ちくたくコンチェルト（龍獣楽団、iOS） - 同人ゲーム
- iカメラワーク（TBS）
- 乃木坂46リズムフェスティバル（乃木坂46LLC、Y&N Brothers、開発元：アイア、2017年11月 - ）
- 妖怪ウォッチ ゲラポリズム（レベルファイブ、2018年5月 - ）
- ユニゾンエアー（Seed&Flower LLC、Y&N Brothers、開発元：アカツキ、2019年9月 - ）
- あんさんぶるスターズ!!Music（Happy Elements、2020年3月 - ）
- Tokyo Indie Music（GAME SHONEN、PROTO ACCEL、2020年8月 - ）
- Arcaea（lowiro、2017年3月 - ）
- Lanota（NoxyGames）
- Tone Sphere（Bit192 Labs）
- MUSYNC（I-Inferno、2014年 - ）
- Dynamix（C4Cat、2014年 - ）
- RAVON（Synthnova、2019年12月 - ）
- Phigros（Pigeon Games、2019年8月28日 - ）
- Rizline（Pigeon Games、2023年4月9日 - ）
- Muse Dash（発売元：XD、開発元：PeroPeroGames）
- Roteano（発売元：XD、開発元：Dream Engine Games）
- KALPA（QueseraGames）
- Paradigm: Reboot（TunerGames）
- TAKUMI³（THIQXIS、2020年3月 - ）
- WAVEAT（A-ZERO、2017年1月25日 - ）
- WAVEAT Re-Light（A-ZERO、2019年1月25日 - ）
- SEVEN's CODE（Applibot、2019年10月21日 - 2022年6月30日）
- Link!Like!ラブライブ！（オッドナンバー、2023年5月20日 - ）
- ワールドダイスター 夢のステラリウム（KMS、2023年7月 - ）